# Gerard Peijnenburg

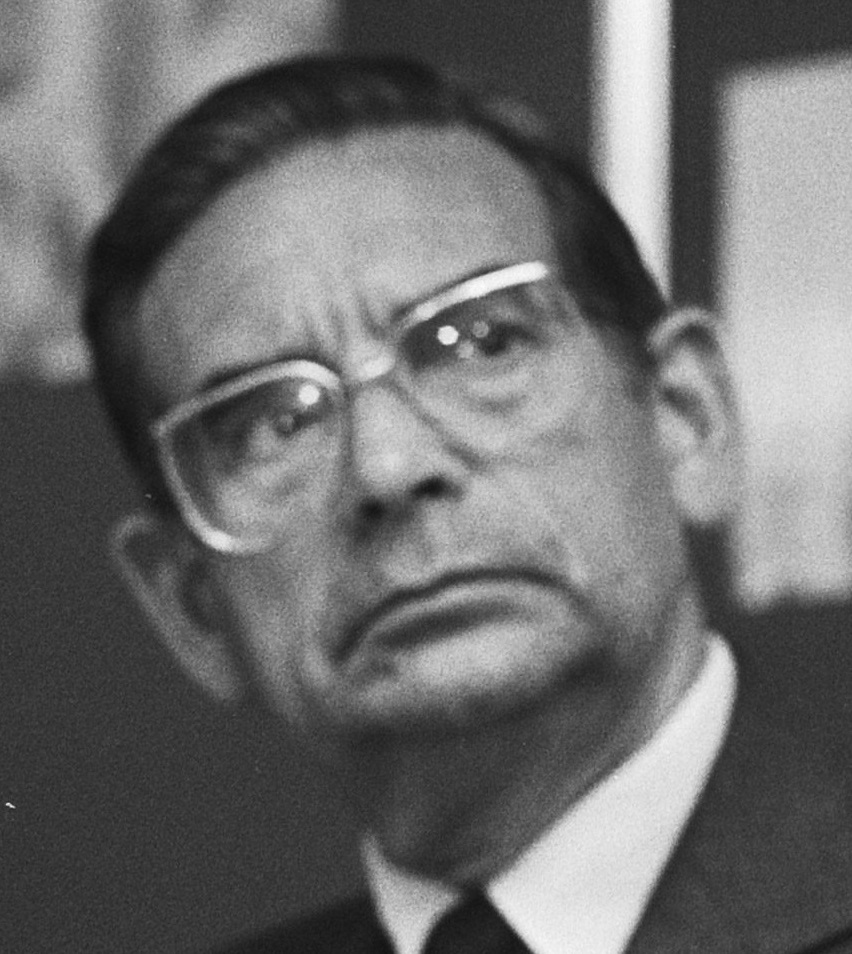
Gerard Peijnenburg in 1983.

Gerard Henri Joan Marie Peijnenburg (Asten, 12 juni 1919 - Wassenaar, 2 januari 2000) was een Nederlands topambtenaar en staatssecretaris. Hij was lid van de Katholieke Volkspartij (KVP) maar zat niet voor die partij in de regering.
Tijdens de Tweede Wereldoorlog maakte hij omtrent 1944 deel uit van de 82nd American Airborne Division. Hij nam deel aan de gevechten rond Nijmegen. In datzelfde jaar was hij ook reserve-officier in de staf van prins Bernhard.
Peijnenburg was een topambtenaar van het ministerie van Defensie, die in de administratie van de landmacht van veel zaken wat afwist. Als laatste (katholieke) partijloze staatssecretaris van de Nederlandse politiek was hij als staatssecretaris van Defensie in het kabinet-Cals belast met de landmachtzaken (1965-1967). Daarna was hij tot zijn pensioen nog weer zestien jaar secretaris-generaal van Defensie.

## Familie
Gerard Peijnenburg was een neef van CDA-minister Rinus Peijnenburg en de kleinzoon van Harry Peijnenburg, de oprichter van Koninklijke Peijnenburg B.V..

## Loopbaan
- economie (kandidaats), Nederlandse Economische Hogeschool te Rotterdam
- militair, 82nd American Airborne Division, omstreeks 1944
- reserve-officier, lid staf van Z.K.H. Prins Bernhard, 1944
- toegevoegd ambtenaar Bureau Organisatie, militair kabinet van de minister van Oorlog, van 1945 tot 1947
- werkzaam bij Bureau legervorming, hoofdkwartier Generale Staf, van 1947 tot 1948
- ambtenaar afdeling dienstplichtzaken, ministerie van Oorlog, van 1948 tot 1958
- hoofd (rang: hoofdcommies) sectie 2 (vrijstelling, uitstel en vergoedingen), directoraat personeel, ministerie van Oorlog, omstreeks 1954
- hoofd afdeling dienstplichtzaken, ministerie van Defensie, van 1958 tot 1962
- plaatsvervangend directeur-generaal, ministerie van Defensie, van 1962 tot 1963
- plaatsvervangend secretaris-generaal (kl), ministerie van Defensie, van 1963 tot mei 1965
- staatssecretaris van Defensie (belast met aangelegenheden betreffende de Koninklijke Landmacht), van 13 mei 1965 tot 5 april 1967
- secretaris-generaal ministerie van Defensie, van 1 januari 1969 tot 1 juli 1984

## Nevenfuncties
- voorzitter Lectuurcommissie Defensie, 1968
- lid/voorzitter Commissie Dienstplichtbeleid, van augustus 1968 tot 1969
- lid Raad van Commissarissen "Verenigde Bedrijven Nijmegen"
- lid college van advies Stichting "Amerika-Europese Gemeenschappen"
- vicevoorzitter Nationaal Comité "Capitulatie 1945 Wageningen"
- lid Raad van Advies Nederlandse Bond van Oud-strijders het veteranenlegioen Nederland
- lid Raad van Advies Stichting "Onze Koninklijke Militaire Kapel"
- lid centrale Nationaal campagne-comité Het Nederlandse Rode Kruis
- lid Monumentenraad, vanaf 1985
- voorzitter-lid Rijkscommissie voor de Monumentenbeschrijving, omstreeks 1989
- voorzitter-lid Rijkscommissie voor de Monumentenzorg, omstreeks 1989

## Erefuncties, comités van aanbeveling etc.
- lid comité van aanbeveling bevrijdingsmuseum 1944 Rijk van Nijmegen 
- lid comité van aanbeveling Stichting Nederland-V.S.

## Onderscheidingen
- Officier in de Orde van Oranje-Nassau, 29 april 1961
- Ridder in de Orde van de Nederlandse Leeuw, 17 april 1967
- Commandeur in de Orde van Oranje-Nassau, 29 april 1981
- Oorlogsherinneringskruis met gesp
- Erekruis Huisorde van Oranje, 15 juni 1984